# Górka Powielińska
Górka Powielińska – wieś w Polsce położona w województwie mazowieckim, w powiecie pułtuskim, w gminie Winnica.
Wieś wchodzi w skład sołectwa Błędostowo.
W latach 1975–1998 miejscowość administracyjnie należała do województwa ciechanowskiego.
We wsi znajduje się czynny, drewniany młyn elektryczny.

## Mariawici w Górce Powielińskiej
Na początku XX w. część wiernych parafii Nawiedzenia Najświętszej Maryi Panny w Smogorzewie Pańskim z siedzibą w Błędostowie razem z proboszczem ks. Władysławem Zbirochowiczem przyłączyła się do nowo powstającego ruchu mariawickiego. W czerwcu 1906 zostają usunięci z zajmowanego dotąd kościoła parafialnego. 17 lipca 1906 ma miejsce pogrom w którym zginęły 2 osoby a 200 zostało rannych.
Wiosną 1907 rozpoczęto budowę drewnianej świątyni w Górce Powielińskiej, a 21 listopada tego roku odbyło się jej poświęcenie. Początkowo mariawicka parafia Nawiedzenia NMP liczyła 400–450 osób. W 1935 podczas rozłamu w kościele mariawickim parafia również uległa podziałowi, a świątynia znalazła się w rękach Starokatolickiego Kościoła Mariawitów (czyli denominacji płockiej).
W styczniu 1945 podczas działań wojennych kościół został zniszczony a parafia przestała istnieć. Obecnie nieliczni zamieszkali w okolicy mariawici są skupieni w parafiach w Warszawie i Raszewie Dworskim (denominacja płocka), oraz Michałowie (denominacja felicjanowska).
W dniu 23 lipca 2005, na fundamentach zniszczonego w czasie działań wojennych kościoła mariawickiego w Górce Powielińskiej został poświęcony krzyż i tablica upamiętniające to miejsce.
W Górce Powielińskiej zachował się mały cmentarz mariawicki. W 2006 z inicjatywy kilku rodzin mariawickich zamieszkujących tereny Smogorzewa, wystąpiono z inicjatywą wybudowania nowego ogrodzenia cmentarza, ciężar odpowiedzialności za inwestycję wzięła rodzina Państwa Przybyszów. 15 lipca 2007 odbyła się uroczystość poświęcenia krzyża cmentarnego, miniaturowego ołtarza do odprawiania nabożeństw w Dzień Zaduszny i nowego parkanu.

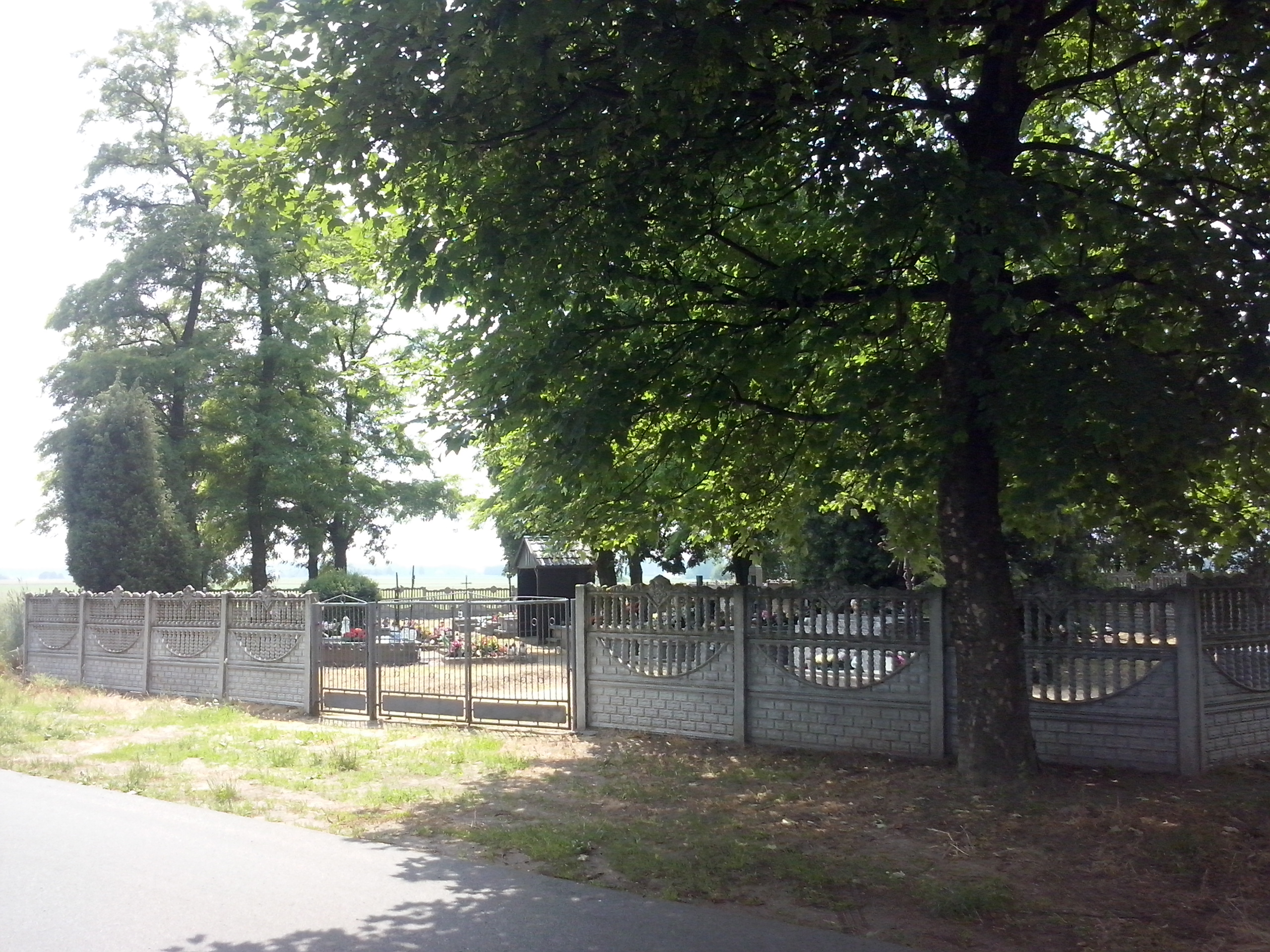
Cmentarz mariawicki w Górce Powielińskiej

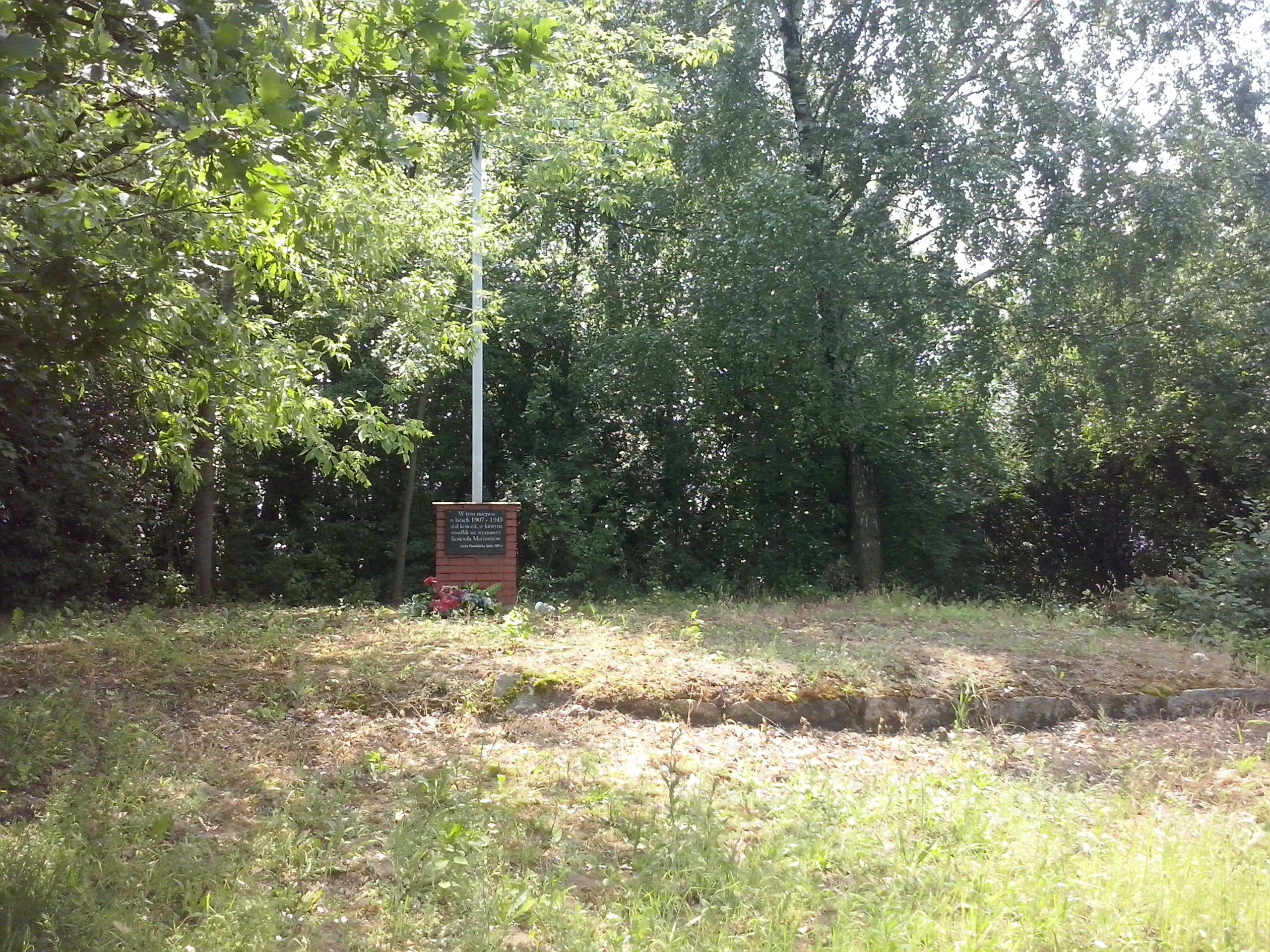
Miejsce po dawnym drewnianym kościele mariawickim w Górce Powielińskiej